# Thiên Hoàng (Tam hoàng Ngũ đế)

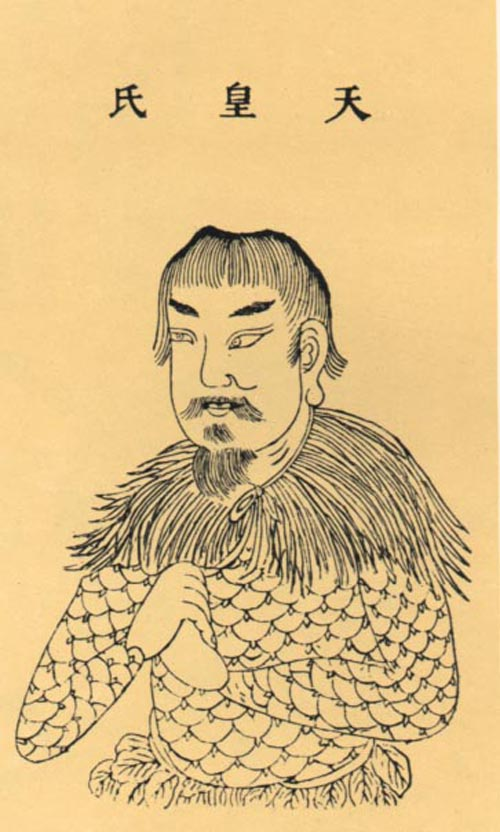
Thiên Hoàng Thị.

Thiên Hoàng Thị (chữ Hán: 天皇氏) là vị vua đầu tiên trong truyền thuyết của Trung Quốc sau thời đại Bàn Cổ. Theo Nghệ văn loại tụ (藝文類聚), ông là người đầu tiên trong Tam Hoàng.
Theo Thế bản (世本), Thiên Hoàng chính là Phục Hi.

## Thân thế
Theo Sử ký (史記), phần bổ Tam Hoàng bản kỷ do Tư Mã Trinh đời nhà Đường đưa vào thì Thiên Hoàng chính là hậu duệ của Bàn Cổ. Sau khi Bàn Cổ khai phá trời đất lịch sử bước qua giai đoạn lâu dài, các nhà thần thoại học xác định thời điểm Bàn Cổ khai thiên lập địa cách kỷ nguyên 2.760.480 năm. Họ lấy khoảng thời gian từ đó đến năm 480 tr.CN để chia làm 10 kỷ lấy mỗi kỷ 276.000 năm, 10 kỷ đó lần lượt như sau:
1. Kỷ Cửu Long
2. Kỷ Ngũ Long
3. Kỷ Nhiếp Đề
4. Kỷ Hợp Lạc
5. Kỷ Liên Thông
6. Kỷ Tự Mệnh
7. Kỷ Tuần Phi
8. Kỷ Nhân Đề
9. Kỷ Thiền Thông
10. Kỷ Lưu Hất

Khoảng 550.000 năm sau thời đại Bàn Cổ lịch sử bước sang kỷ Nhiếp Đề thì xuất hiện Thiên Hoàng người có mười hai đầu, hóa phép cho nước bao phủ Trái Đất. Sống đến 18000 tuổi.